# Phaeographis lindigiana
Phaeographis lindigiana är en lavart som beskrevs av Müll. Arg. Phaeographis lindigiana ingår i släktet Phaeographis och familjen Graphidaceae.   Inga underarter finns listade i Catalogue of Life.